# Lærebog
En lærebog er en bog, der bruges som læremiddel. Fordelen ved en lærebog er, at det er noget læseren kan tage frem når han/hun lyster, ulempen er at der ikke er nogen lærer til at besvare spørgsmål, bogen ikke dækker.

## Lærebogsforskere
·Flemming B. Olsen

## Links
- http://www.dream.dk/uploads/files/laeremiddelevaluering2.pdf Arkiveret 23. juli 2007 hos  Wayback Machine
- http://www.sdu.dk/~/media/Files/Om_SDU/Institutter/Ifpr/Gymnasiepaedgogik/53.ashx (Webside+ikke+længere+tilgængelig)

- Wikimedia Commons har flere filer relateret til Lærebog

| Bog | Spire Denne artikel om bøger og tidsskrifter er en spire som bør udbygges. Du er velkommen til at hjælpe Wikipedia ved at udvide den. |